# Лономиаз
Лономиаз (лат. Lonomiasis) — энтомоз, представляющий собой клинический синдром, вызываемый отравлением токсином гусениц бабочек рода Lonomia семейства павлиноглазок, встречающегося в странах Южной Америки.

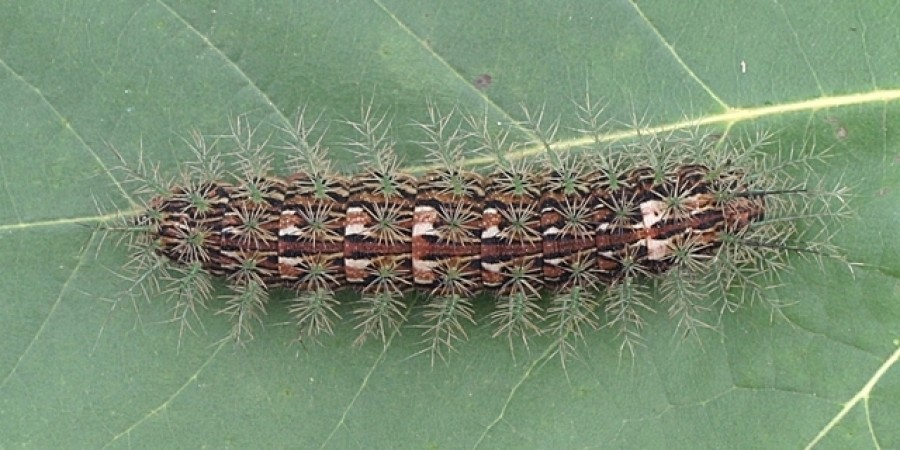
Гусеница Lonomia obliqua

Этиологический фактор: гусеницы рода Lonomia (Walker, 1855). Наибольшее клиническое значение имеют виды:
- Lonomia obliqua (Walker, 1855) — Аргентина, Бразилия, Уругвай.
- Lonomia achelous (Cramer, 1777) — Боливия, Венесуэла, Колумбия, Эквадор, Французская Гвиана, Бразилия, Перу, Суринам.

Сведения об отравлениях, обусловленные гусеницами Lonomia и сопровождающиеся выраженными геморрагическими  расстройствами,  в  том  числе  с  летальным  исходом, появились в 1960-е годы в Венесуэле. Позднее официально подтверждённые случаи отравления токсином гусениц бабочек рода Lonomia были зарегистрированы в 1983 году, когда в бразильском штате Риу-Гранди-ду-Сул среди фермеров внезапно распространилась странная эпидемия. Пациенты поступали с похожими на гангрену пятнами, распространяющимися по всему телу. В некоторых случаях болезнь закончилась смертельным исходом из-за кровоизлияния в мозг. В ходе изучения образа жизни пациентов было обнаружено, что все они работали рядом с фруктовыми деревьями и контактировали с гусеницами Lonomia.
Лономиаз встречается преимущественно в Бразилии, Аргентине, Венесуэле и Колумбии. В южных штатах Бразилии, в период с 1989 по 2003 год, отмечено 2067 случаев лономиаза.
DL50 яда гусениц Lonomia составляет 0,19 г/кг. Из-за небольшого количества яда в волосках гусениц показатель человеческой смертности составляет от 1,7 % до 2,5 %.
При контакте с кожными покровами человека выросты покровов тела гусеницы легко прокалывают их, и токсин попадает в кровь. Внутри выростов находятся протоки особых желёз, которые вырабатывают токсин из группы антикоагулянтов (веществ, уменьшающих свёртываемость крови и препятствующих образованию тромбов). Сам токсин имеет белковую природу и состоит из белков с антикоагулянтной (фибринолитической) активностью и прокоагулянта.
Симптомы заболевания проявляются через 1—12 часов после контакта с гусеницами. Попадая в кровь, токсин быстро разносится по всему телу. Появляются внутренние кровотечения, гемолиз, могут возникать кровоизлияния в головном мозге, в желудочно-кишечном тракте, в почках, что приводит к развитию острой почечной недостаточности.
Симптомами является головная боль, рвота, недомогание, повышение температуры, тошнота, боли в суставах и мышцах, конъюнктивит, гематурия, гематомы, внутренние кровотечения. Выраженность и тяжесть клинических проявлений зависят от пола, возраста и количества попавшего в организм токсина.